# Роял (Небраска)
Роял (англ. Royal) — селище (англ. village) в США, в окрузі Антелоуп штату Небраска. Населення — 58 осіб (2020).

## Географія
Роял розташований за координатами 42°19′59″ пн. ш. 98°7′30″ зх. д. / 42.33306° пн. ш. 98.12500° зх. д. (42.332941, -98.125047).  За даними Бюро перепису населення США в 2010 році селище мало площу 0,37 км², уся площа — суходіл.

## Демографія
Згідно з переписом 2010 року, у селищі мешкали 63 особи в 29 домогосподарствах у складі 14 родин. Густота населення становила 172 особи/км².  Було 38 помешкань (104/км²).
Расовий склад населення:
| - 98,4 % — білих |

До двох чи більше рас належало 1,6 %. Частка іспаномовних становила 1,6 % від усіх жителів.
За віковим діапазоном населення розподілялося таким чином: 19,0 % — особи молодші 18 років, 66,7 % — особи у віці 18—64 років, 14,3 % — особи у віці 65 років та старші. Медіана віку мешканця становила 45,1 року. На 100 осіб жіночої статі у селищі припадало 125,0 чоловіків;  на 100 жінок у віці від 18 років та старших — 121,7 чоловіків також старших 18 років.
Середній дохід на одне домашнє господарство  становив 50 160 доларів США (медіана — 56 250), а середній дохід на одну сім'ю — 48 334 долари (медіана — 48 438). За межею бідності перебувало 7,1 % осіб, у тому числі 0,0 % дітей у віці до 18 років та 0,0 % осіб у віці 65 років та старших.
Цивільне працевлаштоване населення становило 57 осіб. Основні галузі зайнятості: сільське господарство, лісництво, риболовля — 61,4 %, освіта, охорона здоров'я та соціальна допомога — 15,8 %, будівництво — 5,3 %, транспорт — 3,5 %.